# Osvaldo Suárez
Pour les articles homonymes, voir Suárez.
Osvaldo Roberto Suárez (né le 17 mars 1934 à Sarandí et mort le 16 février 2018) est un athlète argentin, spécialiste des courses de fond. 

## Biographie

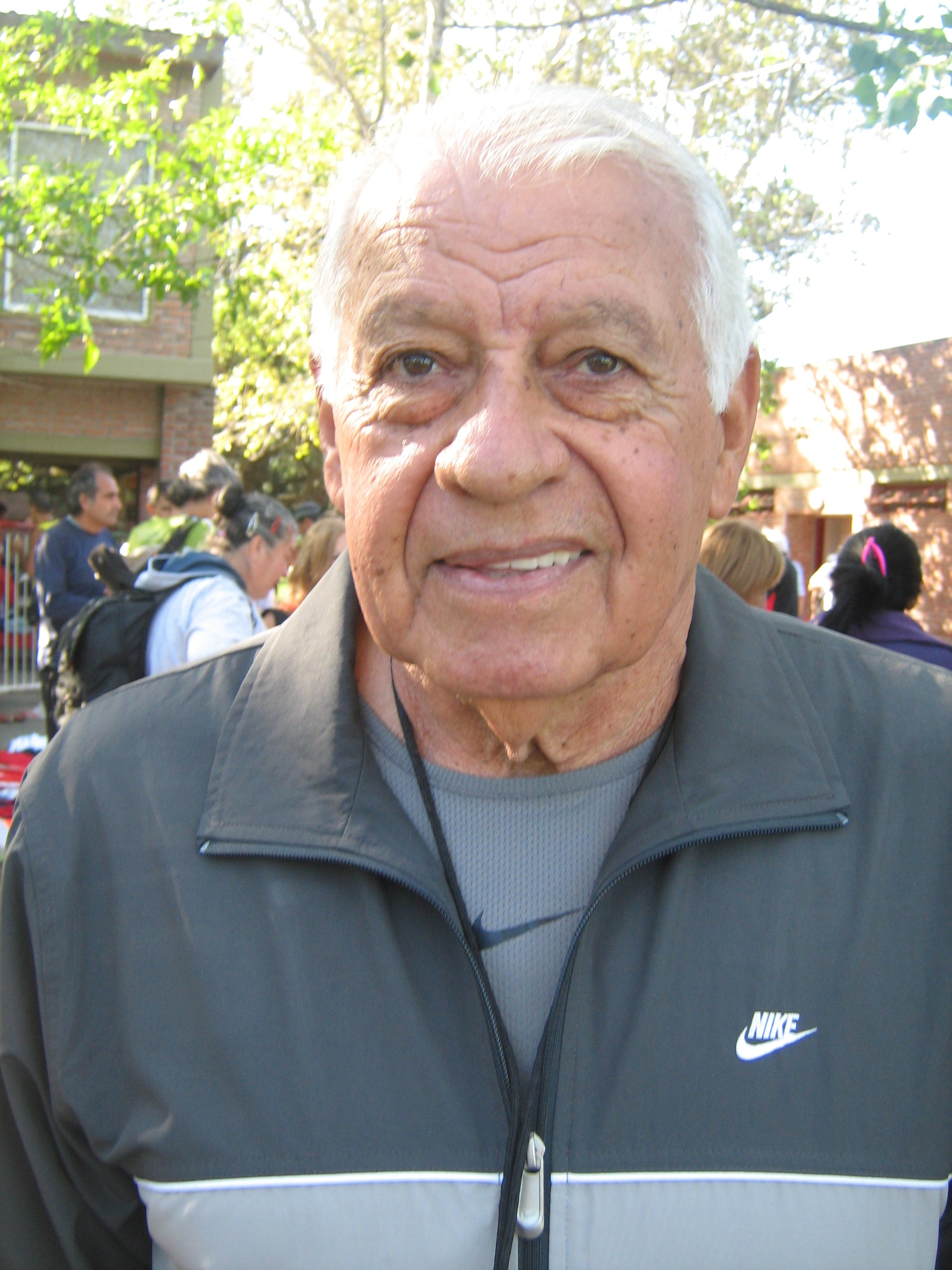
Osvaldo Suárez en 2009.

Il remporte quatre médailles d'or lors des Jeux panaméricains : deux sur 5 000 mètres en 1955 et 1963, et deux sur 10 000 mètres en 1955 et 1959. Il s'adjuge par ailleurs la médaille d'argent sur 5 000 m en 1959 et sur 10 000 m en 1963.
Privé des Jeux olympiques de 1956 à Melbourne, il participe à ceux de 1960 à Rome où il termine neuvième de l'épreuve du marathon, et à ceux de 1964 à Tokyo où il est contraint à l'abandon, toujours sur marathon.
Il compte 11 titres de champion d'Amérique du Sud, réalisant notamment le triplé 5 000 m-10 000 m-semi-marathon en 1956 et 1958.
De 1958 à 1960, il remporte d'affilée les trois éditions de le Corrida de la Saint-Sylvestre à São Paulo.

### Palmarès
| Date | Compétition                    | Lieu              | Résultat | Épreuve       | Performance    |
| ---- | ------------------------------ | ----------------- | -------- | ------------- | -------------- |
| 1955 | Jeux panaméricains             | Mexico            | 1er      | 5 000 m       | 15 min 30 s 6  |
| 1955 | Jeux panaméricains             | Mexico            | 1er      | 10 000 m      | 32 min 42 s 6  |
| 1956 | Championnats d'Amérique du Sud | Santiago du Chili | 1er      | 5 000 m       | 14 min 30 s 8  |
| 1956 | Championnats d'Amérique du Sud | Santiago du Chili | 1er      | 10 000 m      | 30 min 12 s 2  |
| 1956 | Championnats d'Amérique du Sud | Santiago du Chili | 1er      | Semi-marathon | 1 h 08 min 54  |
| 1958 | Championnats d'Amérique du Sud | Montevideo        | 1er      | 5 000 m       | 14 min 26 s 1  |
| 1958 | Championnats d'Amérique du Sud | Montevideo        | 1er      | 10 000 m      | 30 min 37 s 2  |
| 1958 | Championnats d'Amérique du Sud | Montevideo        | 1er      | Semi-marathon | 1 h 12 min 38  |
| 1959 | Jeux panaméricains             | Chicago           | 2e       | 5 000 m       | 14 min 28 s 6  |
| 1959 | Jeux panaméricains             | Chicago           | 1er      | 10 000 m      | 30 min 17 s 2  |
| 1961 | Championnats d'Amérique du Sud | Lima              | 2e       | 1 500 m       | 3 min 53 s 5   |
| 1961 | Championnats d'Amérique du Sud | Lima              | 1er      | 5 000 m       | 14 min 54 s 7  |
| 1961 | Championnats d'Amérique du Sud | Lima              | 1er      | 10 000 m      | 30 min 18 s 1  |
| 1963 | Championnats d'Amérique du Sud | Cali              | 1er      | 5 000 m       | 14 min 59 s 8  |
| 1963 | Championnats d'Amérique du Sud | Cali              | 1er      | 10 000 m      | 31 min 09 s 6  |
| 1963 | Jeux panaméricains             | São Paulo         | 1er      | 5 000 m       | 14 min 25 s 81 |
| 1963 | Jeux panaméricains             | São Paulo         | 2e       | 10 000 m      | 30 min 26 s 56 |
| 1967 | Championnats d'Amérique du Sud | Buenos Aires      | 2e       | 5 000 m       | 14 min 48 s 0  |
| 1967 | Championnats d'Amérique du Sud | Buenos Aires      | 1er      | 10 000 m      | 30 min 50 s 8  |